# 大西勝也 (政治家)
大西 勝也（おおにし かつや、1970年8月25日 - ）は、日本の政治家。高知県黒潮町長（4期）。元・幡多ブロック青年農業士連絡協議会会長。

## 来歴

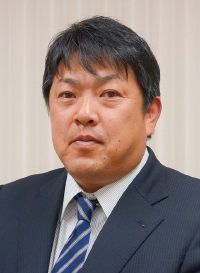
世界防災フォーラム/防災ダボス会議@仙台2019 一般公開セッションHP内にて公開された大西勝也の肖像

高知県黒潮町出身。高知県立中村高等学校卒業。卒業後、海外で洋ラン栽培などを学ぶ。
2005年、大方町・佐賀町合併協議会委員を務める（2006年3月19日まで）。2008年9月、黒潮町地域協議会会長に就任。2009年4月、幡多ブロック青年農業士連絡協議会会長に就任。
2010年4月11日に行われた黒潮町長選挙で現職の下村正直らを破り初当選した。4月23日、黒潮町長に就任。
2014年、無投票で再選。2018年無投票で3選。
2020年、県内の飲食店で知人と飲酒しながら会食。知人が帰った後、以前から好意を抱いていた女性と別の店で飲酒した。店を出て、女性を自分の自家用車に乗るように誘い、車中で抵抗する女性の体を触るなどわいせつな行為をした。同年8月18日、以上の件が明らかとなり、代理人を通じて町議会議長に辞職願を提出。翌19日、辞職が許可された。大西は記者会見で謝罪し、退職金を受け取らない意向を示した。
辞職後、黒潮町前防災課長の松本敏郎が、町民有志からの署名を集め、大西に出馬要請をするも「出馬する資格がない」として立候補を固辞した（その後、松本が町長選挙に出馬し当選）。
2024年7月、同年9月29日に行われる黒潮町長選挙への立候補を表明。投開票の結果、元警察官の矢野和己を大差で下し4選。